# István Kuli
István Kuli (Szentes, 22 de junio de 1998) es un deportista húngaro que compite en piragüismo en la modalidad de aguas tranquilas.
Ganó dos medallas en el Campeonato Mundial de Piragüismo, en los años 2018 y 2023, y una medalla de bronce en el Campeonato Europeo de Piragüismo de 2018.

## Palmarés internacional
| Campeonato Mundial | Campeonato Mundial          | Campeonato Mundial | Campeonato Mundial |
| Año                | Lugar                       | Medalla            | Competición        |
| ------------------ | --------------------------- | ------------------ | ------------------ |
| 2018               | Montemor-o-Velho (Portugal) | Medalla de bronce  | K4 500 m           |
| 2023               | Duisburgo (Alemania)        | Medalla de plata   | K4 500 m           |
| Campeonato Europeo |                             |                    |                    |
| Año                | Lugar                       | Medalla            | Competición        |
| 2018               | Belgrado (Serbia)           | Medalla de bronce  | K4 500 m           |